# Limosina nana
Limosina nana är en tvåvingeart som beskrevs av Camillo Rondani 1880. Limosina nana ingår i släktet Limosina och familjen hoppflugor. Inga underarter finns listade i Catalogue of Life.